# Реакция 1866 года
Реакция 1866 года — волна консервативной реакции в Российской империи, которая последовала за первым покушением на императора Александра II, совершенным 4 (16) апреля 1866 года студентом Дмитрием Каракозовым, и привела к замене либерального курса реформаторского правительства на более консервативный.
Как и петербургские пожары 1862 года, только в гораздо большей степени, выстрел Каракозова и последовавшее за ним разоблачение революционного кружка его кузена Ишутина привлекли внимание правительства к радикально настроенному студенчеству и к распространению в этой среде нигилистических взглядов. Основной мишенью для нападок оказалось Министерство народного просвещения, а также радикальные печатные издания как главные распространители «нигилизма». В рескрипте от 13 мая император заявлял:
Провидению угодно было раскрыть перед глазами России, каких последствий надлежит ожидать от стремлений и умствований, дерзновенно посягающих на всё для нее исконно священное, на религиозные верования, на основы семейной жизни, на право собственности, на покорность закону и на уважение к установленным властям. Моё внимание уже обращено на воспитание юношества. Мною даны указания на тот конец, чтобы оно было направляемо в духе истин религии, уважения к правам собственности и соблюдения коренных начал общественного порядка и чтобы в учебных заведениях всех ведомств не было допущено ни явное, ни тайное проповедование тех разрушительных понятий, которые одинаково враждебны всем условиям нравственного и материального благосостояния народа.
В отставку были отправлены министр народного просвещения А. В. Головнин (которого сменил реакционер Д. А. Толстой), шеф жандармов князь В. А. Долгоруков, гуманный и деликатный столичный генерал-губернатор князь А. А. Суворов (которого заменил верноподданный генерал Трепов). Издание части либеральных изданий (например, «Московских ведомостей») было приостановлено, а журналы «Современник» и «Русское слово» — закрыты навсегда. Университетский устав 1863 года был осложнён и искажён введением новых правил для студентов.
События 1866 года обозначили конец преобладающего влияния группировки «константиновцев» на правительственную деятельность, а её глава Константин Николаевич к 1868 г. был отстранён от реального влияния на внутренние дела. Охранительно настроенная часть правительства (Толстой, Валуев, Зеленой) оперативно реализовала проект усиления губернаторской власти, который противоречил направлению только что проведённых реформ. Отныне ни один региональный чиновник (даже служащий в общественных учреждениях) не мог занять свою должность без одобрения губернатора.